# Eduard Albert Meier
Eduard Albert Meier, detto Billy (Bülach, 3 febbraio 1937), è uno scrittore e contattista svizzero di lingua tedesca, noto per le sue teorie di ufologia legate anche all'ambiente dei nuovi movimenti religiosi, il quale sostiene di aver avuto ed avere tuttora numerosi contatti con esseri extraterrestri simili agli umani e chiamati Plejaren.

## Biografia
Meier è nato in Svizzera da una famiglia di agricoltori. Fin da ragazzo cominciò ad interessarsi di ufologia e spiritualità. Meier ha affermato, senza portarne prova, di avere visto per la prima volta un disco volante dalla finestra di casa quando aveva 5 anni, esperienza che gli avrebbe lasciato una profonda impressione. Da giovane si arruolò nella Legione straniera francese e dopo averla lasciata viaggiò a lungo per il mondo. Nel 1965 di ritorno da un viaggio in Oriente ebbe un incidente, per cui dovettero amputargli il braccio sinistro. Nel 1966 durante un viaggio in Grecia conobbe Kalliope, la sua futura moglie. Tornato in Svizzera nel 1970, si stabilì a Schmidruti, un piccolo paese sulle Alpi.
Nel 1975 fondò l'associazione "FIGU" (Freie Interessengemeinschaft für Grenz- und Geisteswissenschaften und Ufologiestudien - Libera comunità di interessi per le scienze di frontiera, le scienze spirituali e gli studi ufologici) per lo studio e la divulgazione di argomenti ufologici e spirituali. Nel 1975 raccontò di avere avuto un incontro ravvicinato con una extraterrestre di nome Semjase, proveniente da un pianeta di nome Erra di un sistema solare chiamato Plejaren (posto in direzione dell'ammasso aperto delle Pleiadi, ma in un'altra configurazione spazio-tempo rispetto alla nostra), cosa che gli provocò una certa notorietà internazionale ma spesso anche ostilità da parte di "ambienti ufologici".
Dal 1978 cominciò a consegnare ad ufologi e giornalisti fotografie e filmati di UFO ed extraterrestri con cui sarebbe venuto a contatto. In una fase successiva, Meier ha introdotto nella sua esperienza elementi spirituali (da non intendersi in senso religioso o settario, bensì come indicazioni che riguardano i meccanismi dell'esistenza dello spirito umano e della vita in genere ed anche del comportamento dell'essere umano) presentando in pubblico moltissimi testi, tra cui il Talmud Jmmanuel, un testo che sarebbe stato diffuso con l'aiuto dei Plejaren. Meier ha scritto numerosissimi testi nei quali ha riportato tutto quanto avrebbe appreso nel corso dei contatti avuti con i Plejaren e non solo con loro. La FIGU (Freie Interessengemeinschaft für Grenz- und Geisteswissenschaften und Ufologiestudien - Libera comunità di interessi per le scienze di frontiera, le scienze spirituali e gli studi ufologici), l'associazione fondata da Meier con alcuni amici, è tuttora esistente ed è presente in internet ed ha il quartier generale in Svizzera presso il Semjase Silver Star Center.

## Critiche e controversie
Le foto di Meier sono state esaminate da vari esperti tra cui Colman Von Keviczky, maggiore dell'esercito in pensione, fotografo e ufologo, secondo cui i dischi volanti ritratti nelle foto sarebbero in realtà dei modellini appesi ad un filo. Altre foto di Meier sono state esaminate anche dal fisico e ufologo Bruce Maccabee, che ha giudicato autentiche le foto degli avvistamenti di Gulf Breeze del 1987 scattate da Ed Walters e ha ritenuto false le foto di Meier, mettendole a confronto in un articolo; anche Maccabee ritiene che gli oggetti fotografati da Meier siano modelli sostenuti da un supporto.
Di contro, esistono circa un migliaio di fotografie di ottima qualità scattate quasi tutte in pieno giorno da Billy Meier tra il 1975 e il 1982, ossia in un'epoca nella quale non esistevano ancora i personal computer e i relativi programmi per il ritocco e la manipolazione delle fotografie, dal momento che i computer erano allora macchinari ingombranti e costosi a disposizione soltanto di specialisti, tecnici e laboratori scientifici. Parte di tale materiale fotografico è stato accuratamente analizzato da alcuni dei più prestigiosi esperti mondiali nei loro rispettivi campi quali per citarne solo alcuni Jim Dilettoso/analista informatico di immagini e consulente NASA, Neil Davis/fisico - Design Technology/San Diego, E. Eliason/US Geological Survey - Flagstaff, Arizona, R.Post/JPL, M. Malin/analista principale della Mars Oribiter Camera - NASA, Marcel Vogel ingegnere chimico /IBM.
Le analisi delle foto sono state condotte presso diversi rinomati laboratori con l'ausilio delle più sofisticate strumentazioni e metodiche di indagine come ad esempio: scansioni fotogrammetriche microdensitometriche, termografiche e interferometriche delle pellicole, programmi per l'elaborazione elettronica delle immagini, microscopi elettronici e scanner laser. Tali foto sono state giudicate vere, in quanto non sono state rilevate tracce di falsificazioni. Secondo i detrattori di Meier, tali analisi non sono però da considerarsi risolutive, perché sarebbero state condotte sui copie di terza generazione e non sui negativi originali. Le analisi non hanno riguardato solo le foto, ma anche filmati su pellicola 8 mm. Campioni di metallo consegnati a Meier dai Plejaren sono stati analizzati dal chimico Marcel Vogel, che è arrivato alla conclusione che abbiano "proprietà straordinarie", tuttavia l'Independent Investigations Group ritiene che ciò non prova che i campioni siano sicuramente di origine extraterrestre.
Successivamente è stato scoperto che i volti di due presunte astronaute extraterrestri ritratte nelle foto di Meier erano quelli di altrettante soubrette apparse in una famosa serie televisiva statunitense. In merito alle foto controverse, come quelle delle due "astronaute" e alcune altre, Meier ha ripetutamente affermato che non sono state realizzate da lui, ma falsificate da organizzazioni ben definite che volevano screditarlo. Anche il figlio di Meier ha sostenuto la medesima tesi, affermando che alcune pellicole fotografiche scattate dal contattista svizzero sono state sostituite con altre. In seguito a questa vicenda, infatti, è stata indicata una foto definita ufficialmente non falsificata che ritrae la vera Asket, una extraterrestre incontrata da Billy Meier.
Nonostante tutto, le presunte foto falsificate più altre, che potete visionare nei vari siti che spiegano le varie falsificazioni, fanno ancora parte della collezione nella sezione foto del sito dell'organizzazione FIGU.
Attualmente, per vari scettici (come i giornalisti Kal Korff e Robert Sheaffer) e anche per alcuni settori e ricercatori dell'ambiente ufologico, tra cui l'astronomo Jacques Vallée e il fisico Stanton Friedman, è opinione che le foto e i reperti prodotti da Meier siano falsi e che le prove dei suoi contatti con gli extraterrestri siano inconsistenti; altri ufologi, come Kevin Randle, assumono un atteggiamento prudente manifestando perplessità varie, mentre altri ancora, come Wendelle Stevens, Michael Hesemann, Gary Kinder e vari altri difendono apertamente Meier; di fatto, il dibattito su questo caso è ancora molto aperto.
Nel DVD in lingua italiana La rivoluzione silenziosa della verità (FIGU-Landesgruppe Italia, Italia 2013) e quello in lingua inglese The Silent Revolution Of Truth (Tichá revoluce pravdy) (Michael Horn, USA 2007) sono presenti le interviste fatte a tanti esperti che hanno eseguito le analisi sui materiali probatori forniti da Billy Meier. Tra loro Marcel Vogel, Nils Rognerud, Jim Dilettoso, Steve Ambrose e altri.
Diverse affermazioni di Meier sono state tacciate di antisemitismo.

## Opere
- Billy Meier, Kelch der Wahrheit
- Billy Meier, Leben und Tod
- Billy Meier, 61 Jahre Gedichte, Sprüche, Aphorismen
- Billy Meier, Wiedergeburt, Leben, Sterben, Tod und Trauer
- Billy Meier, Kalender
- Billy Meier, Namensbücher
- Billy Meier, Atlanta
- Billy Meier, Fahr zur Hölle, Gelion und Kraft des Gesetzes
- Billy Meier, Das Phantom/Mädchenhändler
- Billy Meier, Fahr zur Hölle, Gelion und Kraft des Gesetzes
- Billy Meier, Meditation aus klarer Sicht
- Billy Meier, Gesetz der Liebe
- Billy Meier, Erziehung der Kinder, Jugendlichen und Erwachsenen
- Billy Meier, Plejadisch-plejarische Kontaktberichte Block 1
- Billy Meier, Plejadisch-plejarische Kontaktberichte Block 2
- Billy Meier, Plejadisch-plejarische Kontaktberichte Block 3
- Billy Meier, Plejadisch-plejarische Kontaktberichte Block 4
- Billy Meier, Plejadisch-plejarische Kontaktberichte Block 5
- Billy Meier, Plejadisch-plejarische Kontaktberichte Block 6
- Billy Meier, Plejadisch-plejarische Kontaktberichte Block 7
- Billy Meier, Plejadisch-plejarische Kontaktberichte Block 8
- Billy Meier, Plejadisch-plejarische Kontaktberichte Block 9
- Billy Meier, Plejadisch-plejarische Kontaktberichte Block 10
- Billy Meier, Plejadisch-plejarische Kontaktberichte Block 11
- Billy Meier, Band 22
- Billy Meier, Band 23
- Billy Meier, Band 24
- Billy Meier, Band 25
- Billy Meier, Zur Besinnung
- Billy Meier, Verzeichnis der Nummern und Legenden der FIGU-Photos
- Billy Meier, Meditation aus klarer Sicht
- Billy Meier, Das Phantom - Mädchenhändler
- Billy Meier, Erziehung der Kinder, Jugendlichen und Erwachsenen
- Billy Meier, Die Art zu leben
- Billy Meier, Existentes Leben im Universum
- Billy Meier, Macht der Gedanken
- Billy Meier, Der Anfang ist das Ende
- Billy Meier, Flugreisen durch Zeit und Raum
- Billy Meier, Zürich 1995
- Billy Meier, Zur Besinnung
- Billy Meier, Die Art zu leben
- Billy Meier, Existentes Leben im Universum
- Billy Meier, Rund um die Fluidalenergie resp. Fluidalkräfte und andere Dinge
- Billy Meier, Die Wahrheit über die Plejaden
- Billy Meier, Prophetien und Voraussagen
- Billy Meier, Sinnvolles, Würdevolles, Wertvolles
- Billy Meier, Talmud Jmmanuel
- Billy Meier, Dekalog
- Billy Meier, Aus den Tiefen des Weltenraums ... Kontakte mit den Plejadiern/Plejaren
- Billy Meier, Gesetze und Gebote des Verhaltens

### DVD
- La rivoluzione silenziosa della verità (FIGU-Landesgruppe Italia, Italia 2013)
- Contact (Wendelle C. Stevens, Tom Welch, Lee und Brit Elders, Switzerland 1978)
- The Meier Chronicles (Wendelle C. Stevens, Tom Welch, Lee und Brit Elders, Switzerland 1979)
- Beamship – The Metal (Nippon TV, USA 1985)
- Beamship – The Movie Footage (Nippon TV, Switzerland 1979)
- The Meier Contacts: The Key To Our Future Survival (Michael Horn, USA 2004)
- The Silent Revolution Of Truth (Tichá revoluce pravdy) (Michael Horn, USA 2007)

### Libri in italiano
- Contatto con i Plejaren - Il Fotoalbum  - FIGU-Landesgruppe Italia, Italia 2009
- La Veritá sulle Pleiadi - FIGU-Landesgruppe Italia/Silberschnur, Italia 2012

### Libri in altre lingue
- Il Calice della Verità - Tedesco & Inglese, 2008